# Judith Weber (Autorin)
Judith Weber (* 1974 in Hannover) ist eine deutsche Schriftstellerin. Ihre Kinder- und Jugendbücher wurden in mehrere Sprachen übersetzt, unter anderem ins Englische.

## Leben und Werk
Nach ihrem Abitur 1994 studierte Judith Weber am Institut für Journalistik der TU Dortmund, absolvierte ein Volontariat bei der taz, arbeitete als Redakteurin und Chefin vom Dienst bei der taz hamburg und baute die taz ruhr/nrw mit auf. Ihre Diplomarbeit verfasste sie über unterhaltsame, informative Texte für Kinder und Jugendliche. 2003 wurde Weber Chefredakteurin von Chrismon plus Rheinland in Düsseldorf. 2005 wechselte sie ans Institut für Journalistik der Technischen Universität Dortmund. Parallel veröffentlichte sie Texte in Anthologien und schrieb die Biografie ihres als Waisenkind aufgewachsenen Vaters.
Ihre schriftstellerische Laufbahn begann Judith Weber mit unterhaltsamen Sachbüchern. Sie schrieb für die Was ist Was-Reihe das Buch Katzen – Eigenwillige Schnurrer. Im Heyne-Verlag veröffentlichte sie gemeinsam mit Marcus Weber zwei populärwissenschaftliche Sachbücher – Physik ist, wenn´s knallt und Phantastisch Physikalisch, welche unter anderem ins Englische übersetzt wurden.
Für die Penguin Random House Verlagsgruppe konzipierte Judith Weber die sechsbändige Pappbilderbuch-Reihe Babyleicht erklärt …, in der wissenschaftliche Themen für Kinder im jungen Kita-Alter humorvoll vermittelt werden. Im Moses-Verlag folgte das Kinderbuch Die Superkräfte der Tiere. Ihr erstes fiktionales Kinderbuch Die Schule der Herzenspferde – Cosmo & Toni erschien 2024 im Thienemann-Esslinger-Verlag und wurde als mehrteilige Reihe fortgesetzt.
Ihre Hörbuch-Reihe Die geheime Erfinderschule, erschienen bei Audible und gelesen von Thomas Nicolai, beinhaltet zwei Staffeln mit insgesamt sechs Bänden.
2025 starteten zwei Reihen: Die Bilderbuchreihe Der Kopfübär und die Comicromanreihe Sherlock Holmes und Dr. Watson bei Harper Collins / Schneiderbuch.  
Judith Weber tritt mit multimedialen, interaktiven Lesungen bei Festivals, in Büchereien und in Schulen auf und gibt Schreibwerkstätten in Bibliotheken. Sie ist Mitglied der Ruhrautorinnen.
Judith Weber ist verheiratet und hat vier Kinder.

## Werke
- Der Kopfübär entdeckt, was in ihm steckt, Loewe, ISBN 978-3-7432-2163-5
- Sherlock Holmes und Dr. Watson - die Jagd nach dem Geisterzug, ISBN 9783505152283
- Was ist Was Katzen, Tessloff Verlag, ISBN 978-3788681760.
- Die Schule der Herzenspferde 1 – Cosmo & Toni, Thienemann-Esslinger / Planet!, ISBN 978-3522508063.
- Die Schule der Herzenspferde 2 – Runa & Kim, Thienemann-Esslinger / Planet!, ISBN 978-3522508483.
- Die Superkräfte der Tiere, Moses Verlag, ISBN 978-3964552426.
- Physik ist, wenn´s knallt, Heyne Verlag, ISBN 978-3453604995.
- Phantastisch Physikalisch, Heyne Verlag, ISBN 978-3453605725.
- Babyleicht erklärt – Physik, Penguin Junior, ISBN 978-3328300557.
- Babyleicht erklärt – Chemie, Penguin Junior, ISBN 978-3328300564.
- Babyleicht erklärt – Biologie, Penguin Junior, ISBN 978-3328300540.
- Babyleicht erklärt – Mathematik, Penguin Junior, ISBN 978-3328300571.
- Toffi erforscht die Erde, Penguin Junior, ISBN 978-3328301332.
- Toffi erforscht das Wetter, Penguin Junior, ISBN 978-3328301325.
- Die geheime Erfinderschule, Audible Original.